# Irène Drésel
Irène Billard, dite Irène Drésel, est une musicienne, autrice-compositrice-interprète et productrice française de musique électronique et de techno.
Elle est l'unique femme ayant remporté un César de la meilleure musique originale.
Sur scène, l'artiste est accompagnée du percussionniste Gilles Degivry, dit Sizo Del Givry. Le décor floral dissimule en partie les synthétiseurs et boîtes à rythmes tandis que des animations sont projetées sur un écran vidéo.

## Biographie

### Les débuts
Irène Billard grandit en région parisienne. Elle intègre le conservatoire de Rueil-Malmaison à l'âge de 7 ans, elle y étudie le solfège, le piano et la danse classique. Après des études artistiques aux Beaux-Arts de Paris et à l'école des Gobelins, elle entame une carrière d'artiste plasticienne en pratiquant la photographie, la vidéo, l'installation et la performance. En empruntant le nom de jeune fille de sa mère, elle devient Irène Drésel et compose des mélodies mélancoliques et hypnotiques.
Elle donne son premier concert le 6 avril 2016, au Silencio à Paris.

### Hyper Cristal et Kinky Dogma (2019-2023)

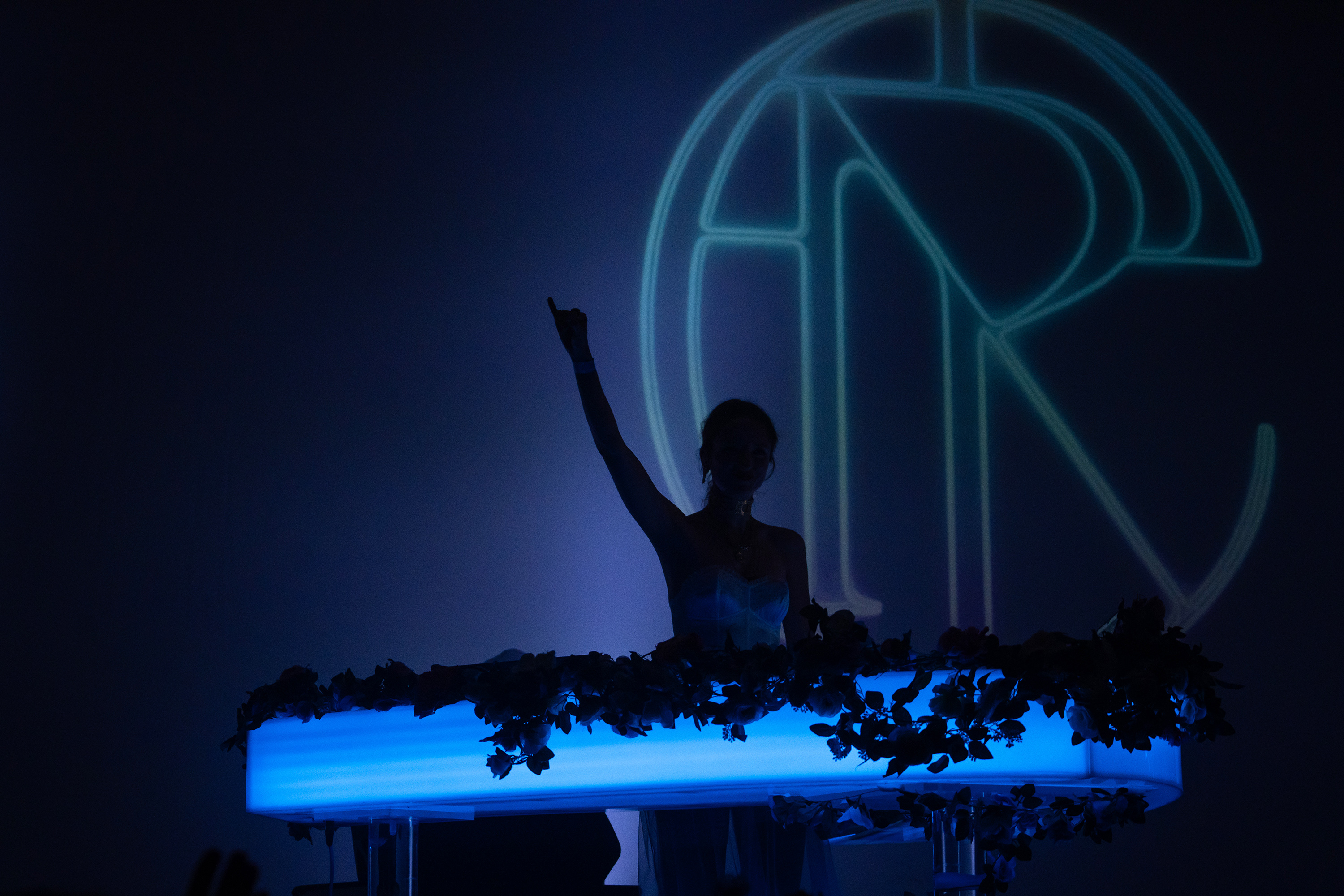
Irène Drésel au Quai M, La Roche-sur-Yon, 2024.

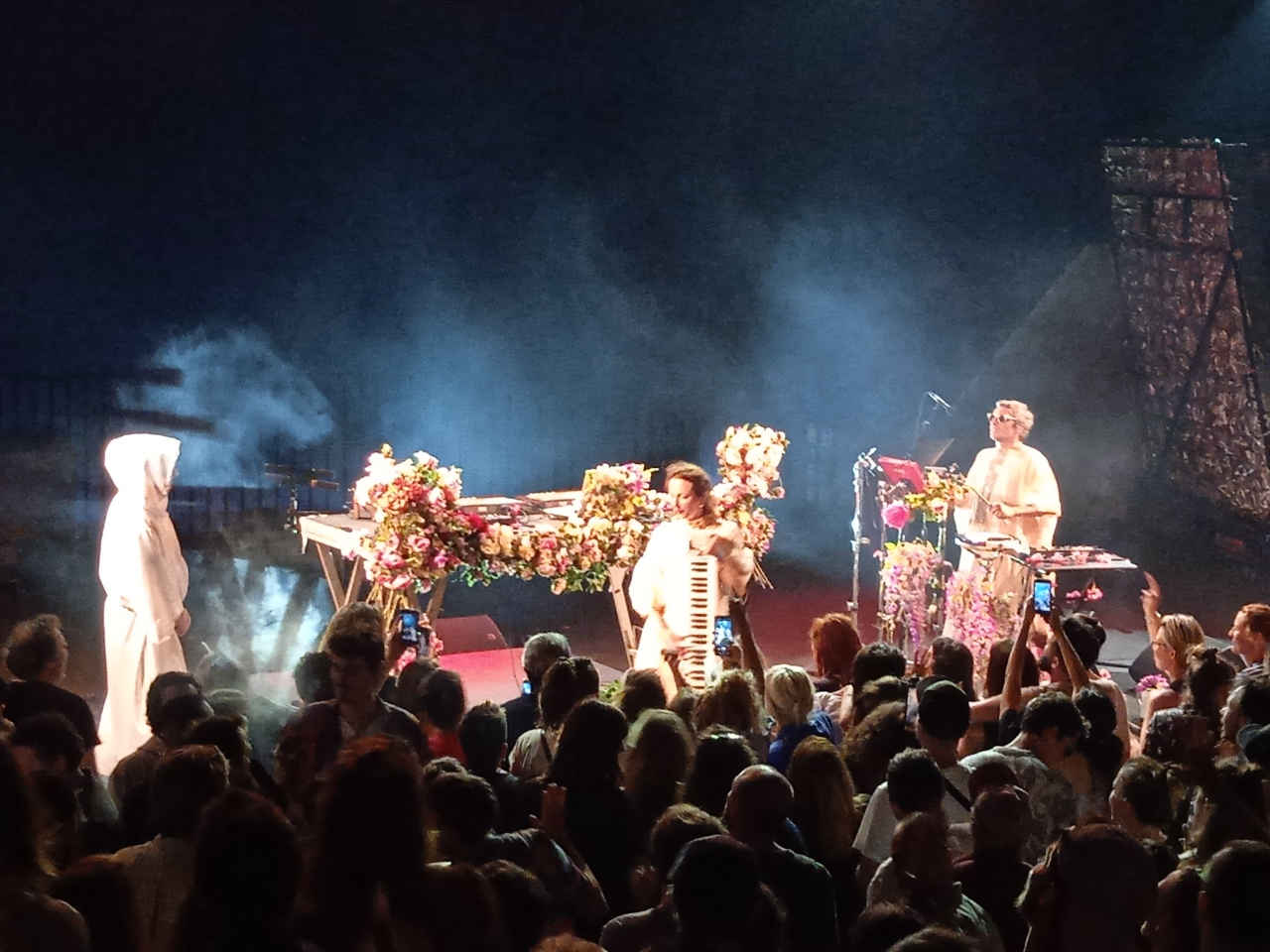
Irène et Sizo au Théâtre de la Mer à Sète, festival K-LIVE 2023

En 2019, Irène Drésel sort son premier album studio, Hyper Cristal, mené par le single Victoire.
En 2021, sort un premier extrait, Bienvenue, issu du deuxième album Kinky Dogma.
En février 2023, elle remporte le César de la meilleure musique originale pour son travail sur le film À plein temps, sa première composition pour le cinéma. En 48 ans, elle est seulement la septième compositrice à être nommée après Emilie Simon, Delphine Mantoulet, Béatrice Thiriet, Anne Dudley, Sophie Hunger, Fatima Al Qadiri mais la première à l'emporter. Elle a conclu son discours de remerciement en dédiant son prix à toutes les compositrices.
En septembre 2023, Jean-Michel Jarre et Irène Drésel publient une version revisitée du morceau Zeitgeist intitulé Zeitgeist Botanica dans le cadre de l'album Oxymoreworks du musicien. L'album sort le 3 novembre 2023 avec des artistes tels que Nina Kraviz, French 79 et le Britannique Brian Eno.

### Rose Fluo (2024)

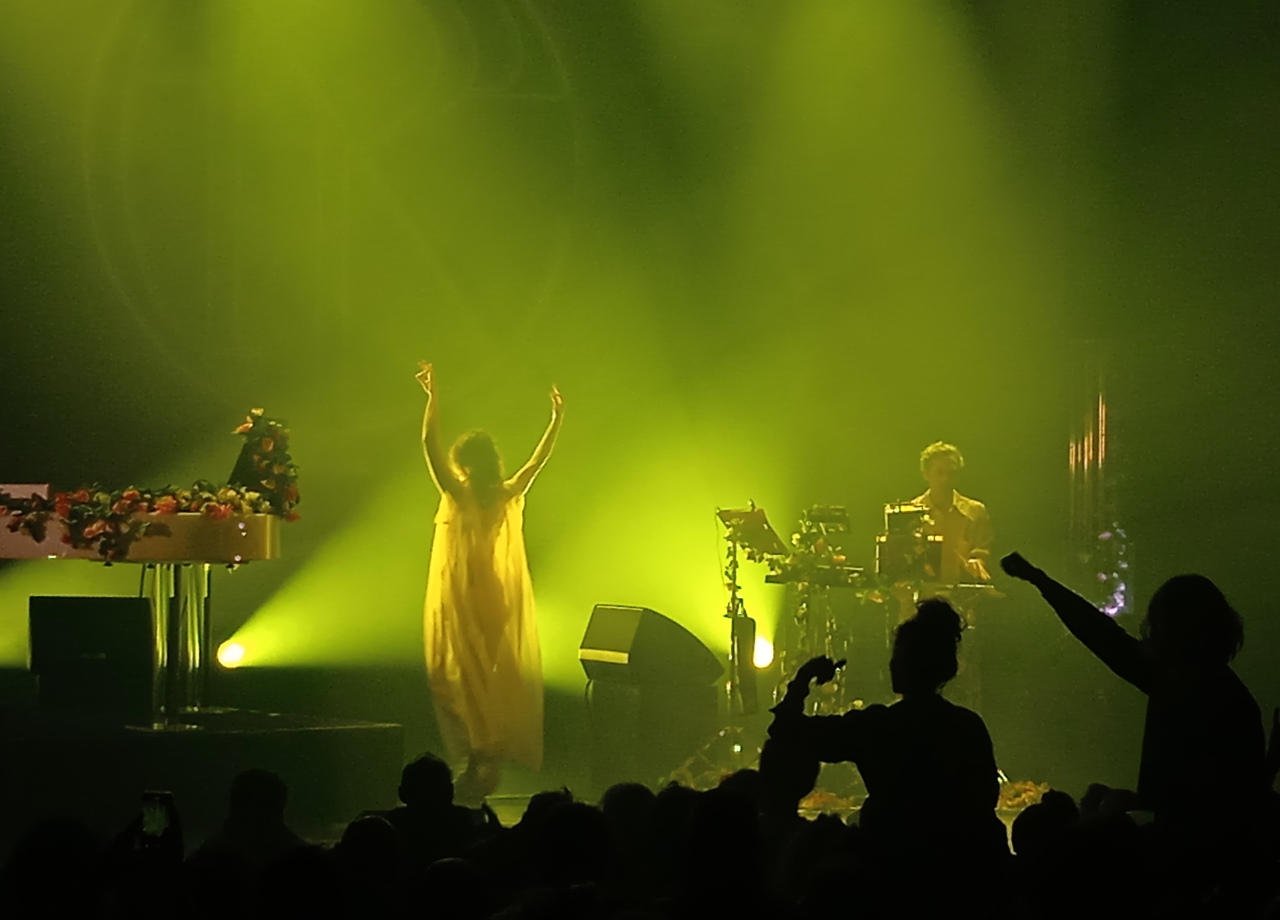
Irène et Sizo à la coopérative de Mai de Clermont (tournée Rose Fluo 2024)

Le troisième album studio intitulé Rose Fluo sort en janvier 2024 et Irène Drésel en fait la promotion lors de sa tournée Rose Fluo Tour 2024, en France et au-delà (Luxembourg, Belgique, Suisse), dont un concert à l'Olympia à Paris en mai 2024. Glam, le premier extrait issu de l'album est publié le 30 novembre 2023. Le deuxième extrait, Fluo, morceau d’ouverture de l’album, paraît quant à lui le 4 janvier 2024. Ces deux morceaux sont associés à une courte vidéo, puis la trilogie est complétée le 16 février 2024 avec Thérèse.

### Cérémonie de clôture des Jeux Paralympiques de Paris 2024
Le 8 septembre 2024, elle interprète son titre Vestale (de l'album Kinky Dogma) lors de la cérémonie de clôture des Jeux paralympiques d'été de 2024 au Stade de France.

## Discographie

### Singles
| Année | Single    | Album         |
| ----- | --------- | ------------- |
| 2019  | Victoire  | Hyper Cristal |
| 2020  | Je t'aime | Je t'aime EP  |
| 2020  | Stupre    | Kinky Dogma   |
| 2021  | Bienvenue | Kinky Dogma   |
| 2023  | Glam      | Rose Fluo     |

### Musique de film
- 2021 : À plein temps, réalisé par Éric Gravel

## Autres compositions
- 2017 : Step into the light, publicité pour Kenzo réalisée par Julien Douvier

## Distinctions
Sauf indication contraire, les informations mentionnées dans cette section peuvent être confirmées par les bases de données cinématographiques IMDb et Allociné,  présentes dans la section « Liens externes ».

### Récompenses
- César 2023 : César de la meilleure musique originale pour À plein temps
- Festival international du film de Pékin 2022 : Tiantan Award de la meilleure musique pour À plein temps[9]

### Nominations
- Lumières 2023 : Lumière de la meilleure musique pour À plein temps[10]

### Décorations
- Chevalière de l'ordre des Arts et des Lettres (2 novembre 2023)[11].